# Żydowskie Stronnictwo Demokratyczne
Żydowskie Stronnictwo Demokratyczne (ŻSD) – żydowska partia polityczna działająca w Polsce po II wojnie światowej, skupiająca fołkistów. Reprezentowała głównie żydowskich rzemieślników, kupców i mieszczaństwo.

## Historia
Partia rozpoczęła działalność we wrześniu 1945 roku, kontynuując założenia programowe przedwojennego ugrupowania Fołks-Partaj. ŻSD odrzucała program syjonistyczny, uważając jednocześnie Żydów za oddzielną grupę narodowościową, która powinna rozwijać swą świecką kulturę w krajach diaspory. Pomimo tego partia dążyła do reaktywacji gmin wyznaniowych. Za główne spoiwo narodu żydowskiego ŻSD uznawała język jidysz.
Planowano, iż siedzibą partii będzie Łódź, a struktura ugrupowania będzie opierać się na ośmioosobowym komitecie kierującym. Żydowskie Stronnictwo Demokratyczne nie uzyskało jednak akceptacji władz. Przez pewien czas było zarejestrowane w Krakowie, jako Związek Żydowskiej Inteligencji Pracującej. 31 marca 1946 roku wojewoda zadecydował jednak o rozwiązaniu tej organizacji.
Od kwietnia 1947 r. folkiści działający w Łodzi próbowali działać pod nazwą Organizacja Frajlandige (Frajland – Ligt) w Polsce. Była ona częścią międzynarodowej organizacji o tej samej nazwie. 
Przedstawiciele „Frajland-Ligt” postulowali stworzenie kilku ośrodków autonomicznych, w których Żydzi mogliby zamieszkać. Uważali, że Żydzi mogą mieszkać w ówczesnej Palestynie, położonym na rosyjskim Dalekiej Wschodzie Birobidżanie oraz w Surinamie, który był wówczas kolonią Holandii i istniał pod nazwą Gujana Holenderska. Aktywiści „Frajland-Ligt” szczególną uwagę zwracali na możliwość emigracji niektórych Żydów do ówczesnej Gujany Holenderskiej. Wskazywali przy tym na kilka argumentów:
- sprzeciwem wobec asymilacji, która była popularna w niektórych państwach Europy,
- sporami między syjonistami a niektórymi Arabami i władzami w Londynie na temat przyszłości Palestyny, • niechęcią syjonistów do kultywowania kultury języka jidysz,
- zwolennicy „Frajland-Ligt” zauważali, że naród żydowski pozbawiony swojej pradawnej ojczyzny rozwijał się w krajach diaspory.
Postulując osiedlenie ok. 30 tys. Żydów na tereny Gujany Holenderskiej, przedstawiciele „Frajland-Ligt” wskazywali, że były to tereny słabo zaludnione. Planowali budowę gospodarki opartej na rolnictwie i przemyśle. Wskazywali na możliwość nadania Żydom lokalnego rządu, praw autonomicznych i czasowego zwolnienia z podatków. Aktywiści „Frajland-Ligt” wskazywali, że Żydzi będą obywatelami Gujany Holenderskiej z możliwością nauki w szkołach języka żydowskiego (jidysz) i holenderskiego. Dla zwolenników „Frajland-Ligt” ważne było zagwarantowanie swobodnego rozwoju kultury żydowskiej, w tym religii, obyczajów, a także możliwość obchodzenia sobót i świąt żydowskich. W celu zrealizowania swojej idei przedstawiciele „Frajland-Ligi” w latach 1946- 1948 prowadzili z władzami Holandii rozmowy na temat możliwości żydowskiej emigracji do Gujany Holenderskiej. Rozmowy te zakończyły się fiaskiem.
Łódzkie gniazdo „Frajland-Ligt” liczyło 15 członków i od początku 1948 r. nie było zarejestrowane. Związane to było z brakiem zgody prezydenta Łodzi, Eugeniusza Stawińskiego; organizacja funkcjonowała do końca 1948 r.
ŻSD wydawała Biuletyn Żydowskiego Stronnictwa Demokratycznego. Biuletyn ukazywał się od maja 1946 do maja 1948 roku, w nakładzie 2 tysięcy egzemplarzy. Partia była przeciwnikiem Centralnego Komitetu Żydów Polskich, który został zdominowany przez żydowskich komunistów z PPR. Pomimo wielu prób, partia nie nawiązała współpracy z polskim Stronnictwem Demokratycznym.